# Miguel Solano
Miguel Solano Bustamante (Santoña, Cantabria, 29 de octubre de 1946) es un exremero español. Su logro más significativo fue su participación en los Juegos Olímpicos de México 1968, además de varias participaciones con la selección española en Campeonatos de Europa y del Mundo.

## Biografía
Comenzó a remar en el Cuartel de Instrucción de Cádiz, y gracias a ello participó en la Semana Naval de Barcelona, donde ganó en una yola-4. Desde ese día la Federación Española de Remo lo seleccionó en Bañolas para la realización de unas pruebas, y remó allí desde 1967 hasta 1976 junto a Ángel Urrutia como compañero. Durante un tiempo compartió embarcación con su hermano Chuchi. En 1979 volvió a Bañolas y tomó parte en los Juegos del Mediterráneo celebrados en Split, donde ganó el oro.

## Participaciones en Juegos Olímpicos
- México 1968.